# Sumikawa (metropolitana di Sapporo)
Sumikawa (澄川駅?, Sumikawa-eki) (N14) è una stazione della metropolitana di Sapporo situata nel quartiere di Minami-ku, a Sapporo, Giappone.

## Struttura
La stazione è realizzata su viadotto, con mezzanino, dotato di diversi servizi quali servizi igienici e convenience store al piano terra, e i binari al primo piano, con un marciapiede a isola. 
| 1 | Linea Namboku | per Makomanai              |
| 2 | Linea Namboku | per Ōdōri, Sapporo e Asabu |

## Stazioni adiacenti
| «                | Servizio      | »             |
| Linea Namboku    | Linea Namboku | Linea Namboku |
| ---------------- | ------------- | ------------- |
| Minami-Hiragishi | Locale        | Jieitai-Mae   |